# Convention Africaine
Die Convention Africaine (Kürzel: CAf) war eine politische Partei in Französisch-Westafrika.

## Geschichte
Der von Léopold Sédar Senghor einberufene Gründungskongress der Convention Africaine fand von 11. bis 13. Januar 1957 in Dakar statt, der Hauptstadt Französisch-Westafrikas. Die Kongressteilnahmer waren Mitglieder der Indépendants d’Outre-Mer, einer Parlamentsfraktion der französischen Nationalversammlung. Der aus Senegal stammende Abgeordnete Senghor wurde Parteivorsitzender. Zum Generalsekretär der Partei wurde Alexandre Adandé aus Dahomey bestimmt.
Die Convention Africaine strebte die Schaffung von zwei Föderationen in den französischen Gebieten Afrikas an, die Gliedstaaten einer föderalistisch organisierten französischen Republik sein sollten. Die Convention Africaine war wie die genau zeitgleich gegründete Afrikanische Sozialistische Bewegung (MSA) und die ältere Afrikanische Demokratische Sammlung (RDA) interterritorial organisiert und bestand aus mehreren Mitgliedsparteien in den einzelnen französischen Überseegebieten in Westafrika. Aus Niger schloss sich am 6. März 1957 die Forces Démocratiques Nigériennes genannte Nachfolgepartei der Union unabhängiger Nigrer und Sympathisanten (UNIS) der Convention Africaine an. Der ehemalige UNIS-Parteivorsitzende Ikhia Zodi wurde Herausgeber der CAf-Parteizeitung L’Unité.
Im März 1958 kam es zu einer weiteren Parteienfusion und die Convention Africaine ging gemeinsam mit der Afrikanischen Sozialistischen Bewegung (MSA) in der Partei des Afrikanischen Verbunds (PRA) auf.